# 加藤ひろゆき
加藤ひろゆき（かとうひろゆき、1965年3月10日 - ）は日本の激安不動産投資家、中古車転売業者、大家、作詞家、作家、インターネットラジオDJ。書作多数。別名「軍神」「将軍様」。

## 経歴
1965年3月生まれ。北海道出身・在住。現在は故郷の北海道に住み、人生の煩わしさから解放されることを目指している。晴れた日には土地の開拓、あるいは愛車レクサスLS 600hLでドライブ。雨天には随筆を綴っている。

## CM出演
- コカコーラ（日本向け）
- ホンダ（北米向け）
- テカテビール（メキシコ向け）

## 著書
- 『ボロ物件でも高利回り 激安アパート経営』(2007年6月 ダイヤモンド社) ISBN 4478001545
- 『300万円で大家になって地方でブラブラ暮らす法』（ダイヤモンド社）
- 『借金ナシではじめる激安アパート経営』
- 『激安不動産を入手シテ豊かに暮らす方法』
- 『田舎で大家になってシンプルに暮らす101の方法』（ぱる出版）
- 『知られざる坂井三郎』（学研パブリッシング）(寄稿)

## 作詞
- 国家☆安全BAND『北のジンミン』作詞／Mr. Kato 作曲／Punky

## ラジオ
- 加藤ひろゆきのオールナイト大日本（2019年4月- 毎日更新 Voicy）